# Distretto di Drybin
Il distretto di Drybin (in bielorusso Дрыбінскі раён?) è un distretto (raën) della Bielorussia appartenente alla regione di Mahilëŭ.